# Bilal Bahloul
Pour les articles homonymes, voir Bahloul.
Bilal Bahloul (en arabe : بلال بهلول) est un footballeur algérien né le 28 mars 1986 à Batna. Il évolue au poste de milieu gauche au MSP Batna.

## Biographie
Il évolue en première division algérienne avec les clubs, du CS Constantine, du CA Batna, du CA Bordj Bou Arreridj, du MC Oran et de la JSM Béjaïa. Il dispute 126 matchs en inscrivant cinq buts en Ligue 1.

## Palmarès
CA Batna
- Championnat d'Algérie D2 :
  - Vice-champion : 2015-16.